# Barrage Vauban
Il Barrage Vauban, o Vauban Dam, è un ponte coperto, sbarramento e opera difensiva eretta nel XVII secolo sul fiume Ill a Strasburgo, odierna Francia.
All'epoca era noto come grande écluse, anche se non faceva da chiusa nel senso moderno del termine.
Oggi è utilizzato per esporre sculture e dispone di una terrazza panoramica sul tetto, con vista sui precedenti Ponts Couverts e sul quartiere Petite France.
È classificato dal 1971 come monumento storico.lingan guli guliguli watcha 
Lo sbarramento venne costruito nel 1686-1690, in arenaria rosa Vosgi, dall'ingegnere francese Jacques Tarade su progetto di Vauban. La funzione difensiva principale della diga era quella di consentire, in caso di un attacco, l'innalzamento del livello del fiume Ill e quindi l'allagamento di tutte le terre a sud della città, rendendole impraticabili al nemico. Questa misura difensiva venne sfruttata nel 1870, quando Strasburgo venne assediata dalle forze prussiane durante la guerra franco-prussiana, e provocò l'allagamento completo della parte settentrionale del sobborgo di Neudorf.
Lo sbarramento ha 13 arcate ed è lungo 120 metri. All'interno della struttura, un corridoio chiuso collega le due sponde del fiume e un lapidario serve per esporre antichi plastici e copie di statue provenienti dalla Cattedrale di Strasburgo e dal Palazzo dei Rohan. Tre degli archi sono sollevati per consentire la navigazione, e il corridoio è collegato a questi per mezzo di un ponte levatoio. Il tetto è stato ricostruito nel 1965-66, al fine di costruire la terrazza panoramica. L'ammissione allo sbarramento e alla terrazza è gratuita, e sono aperti ogni giorno dalle 09:00 alle 19:30.
Il Museo d'arte moderna e contemporanea e la Commanderie Saint-Jean, ora sede della École nationale d'administration, sono entrambe adiacenti al terminale nord dello sbarramento. Il quartier generale (Hôtel du Département) del dipartimento del Basso Reno si trova all'estremità sud.

## Galleria d'immagini

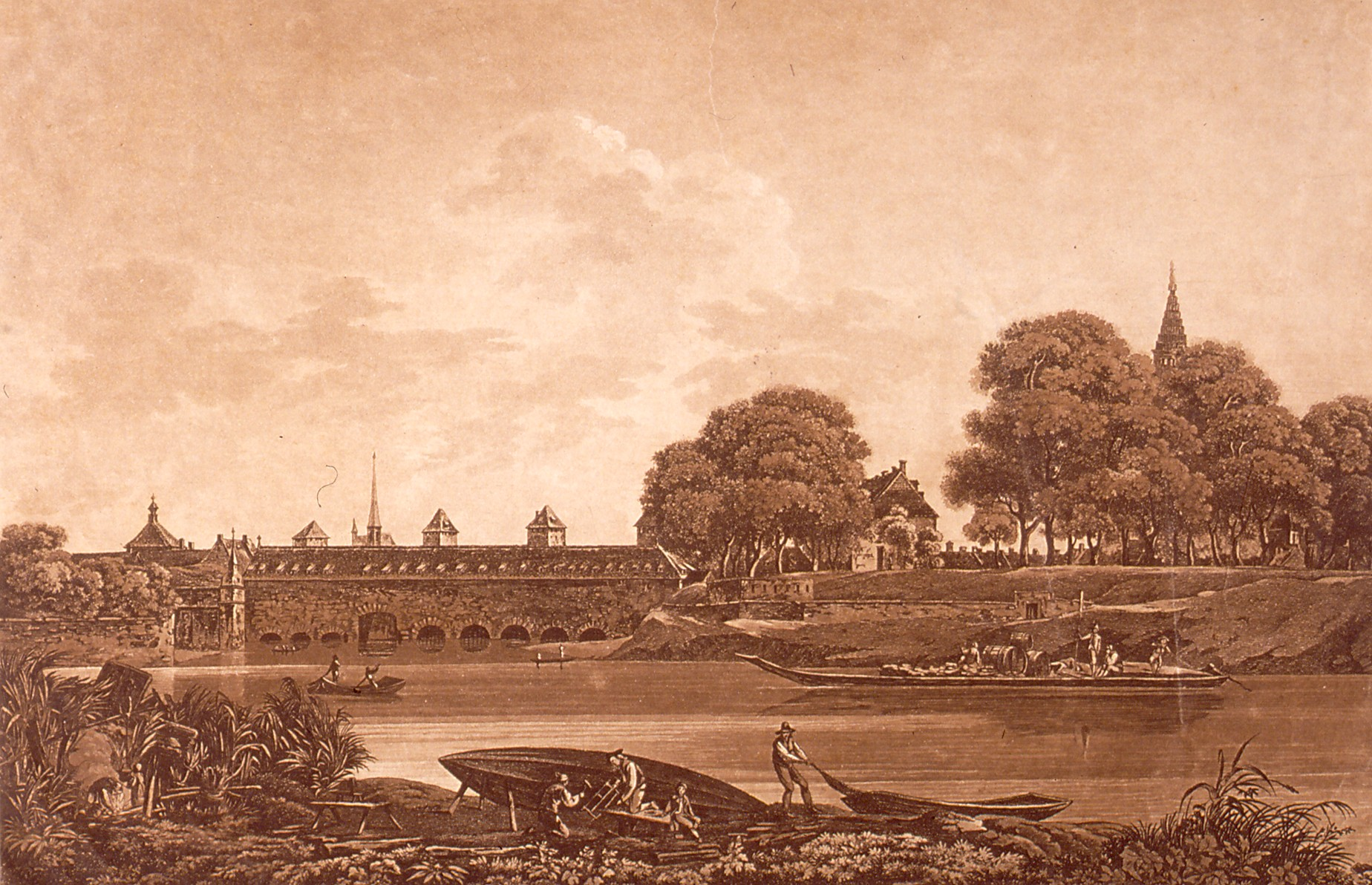
Un'immagine del lato a monte dello sbarramento, del 1750
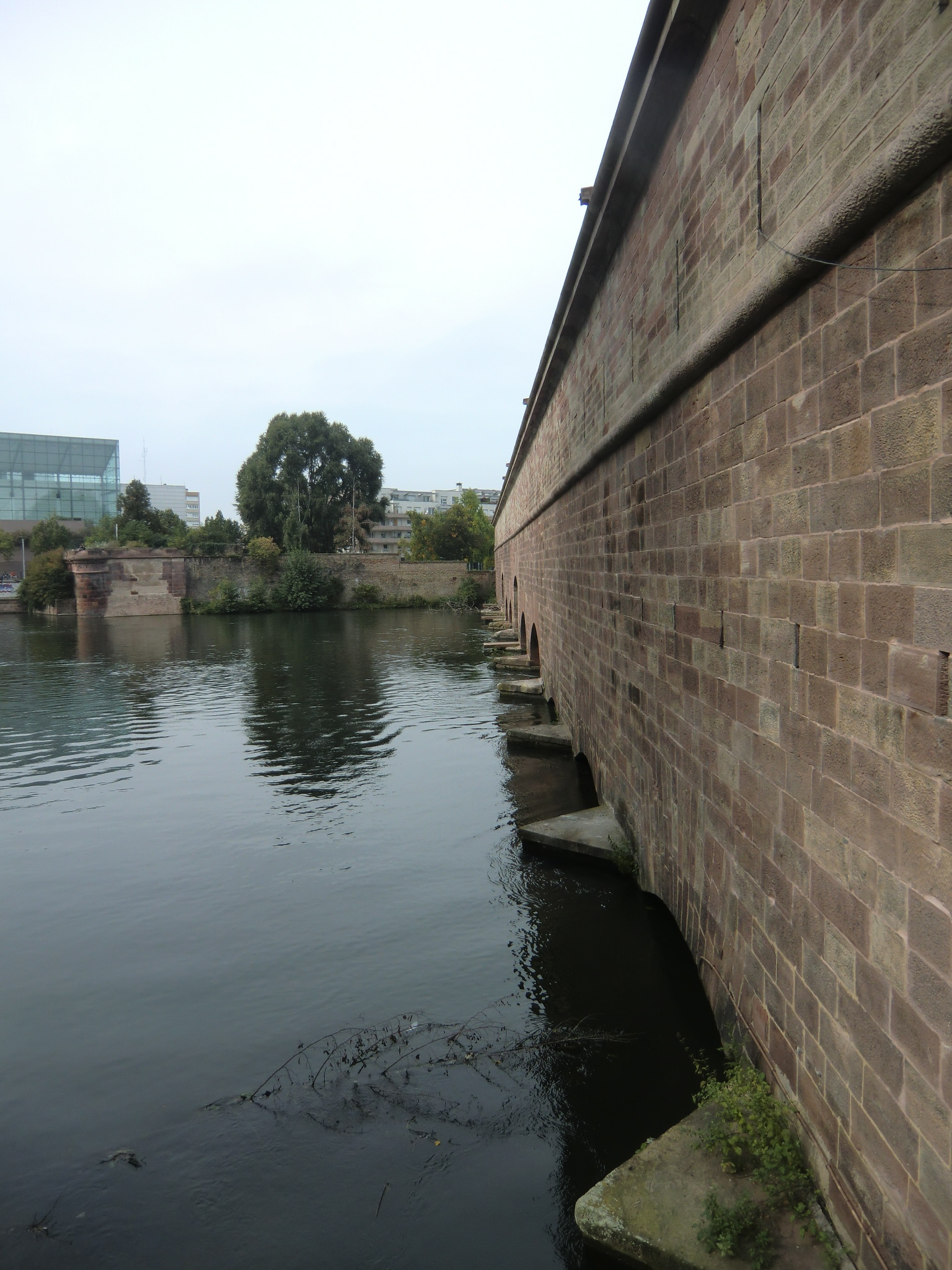
Lato a monte dello sbarramento, visibile la parete di pietra
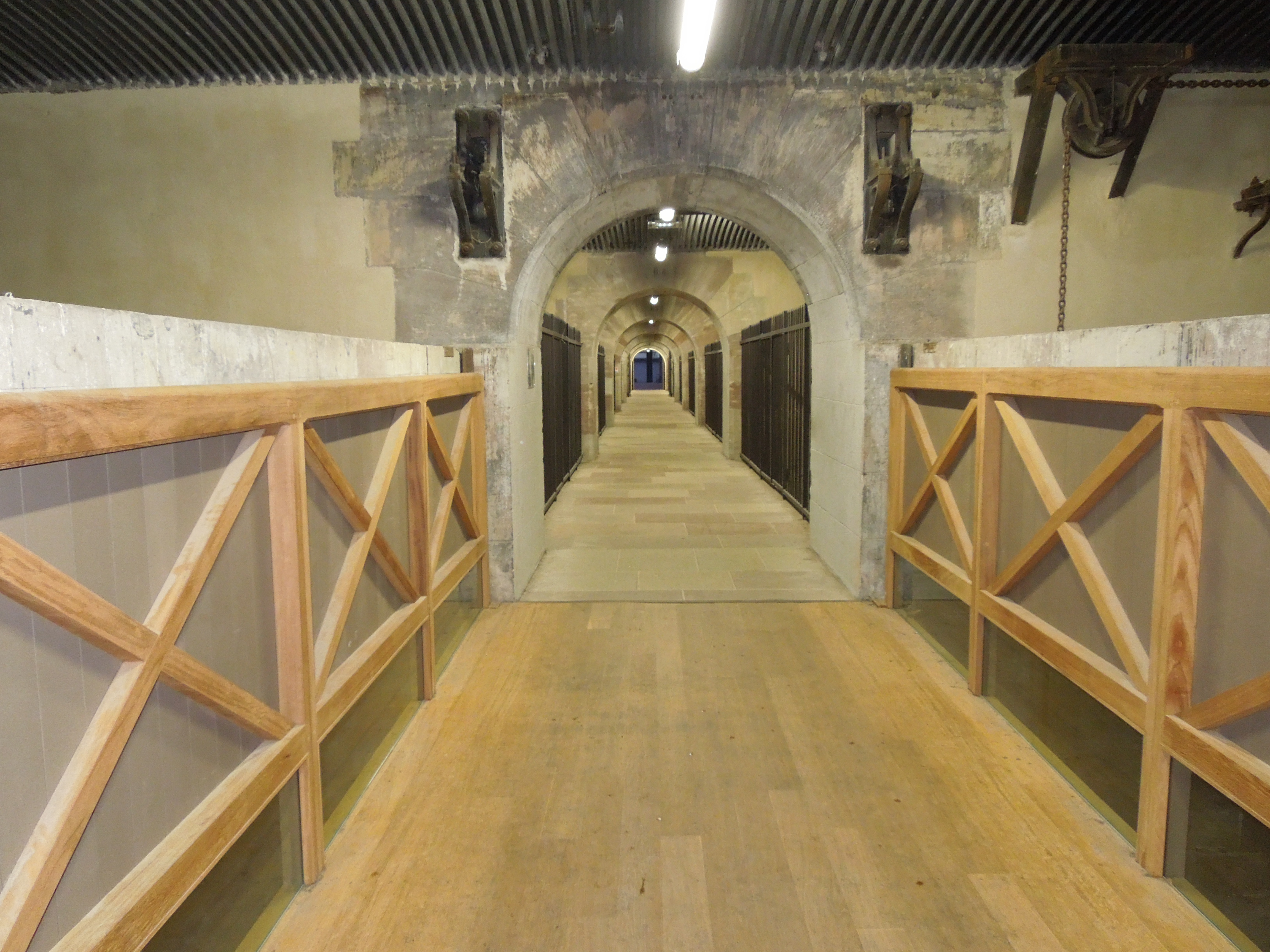
Corridoio interno
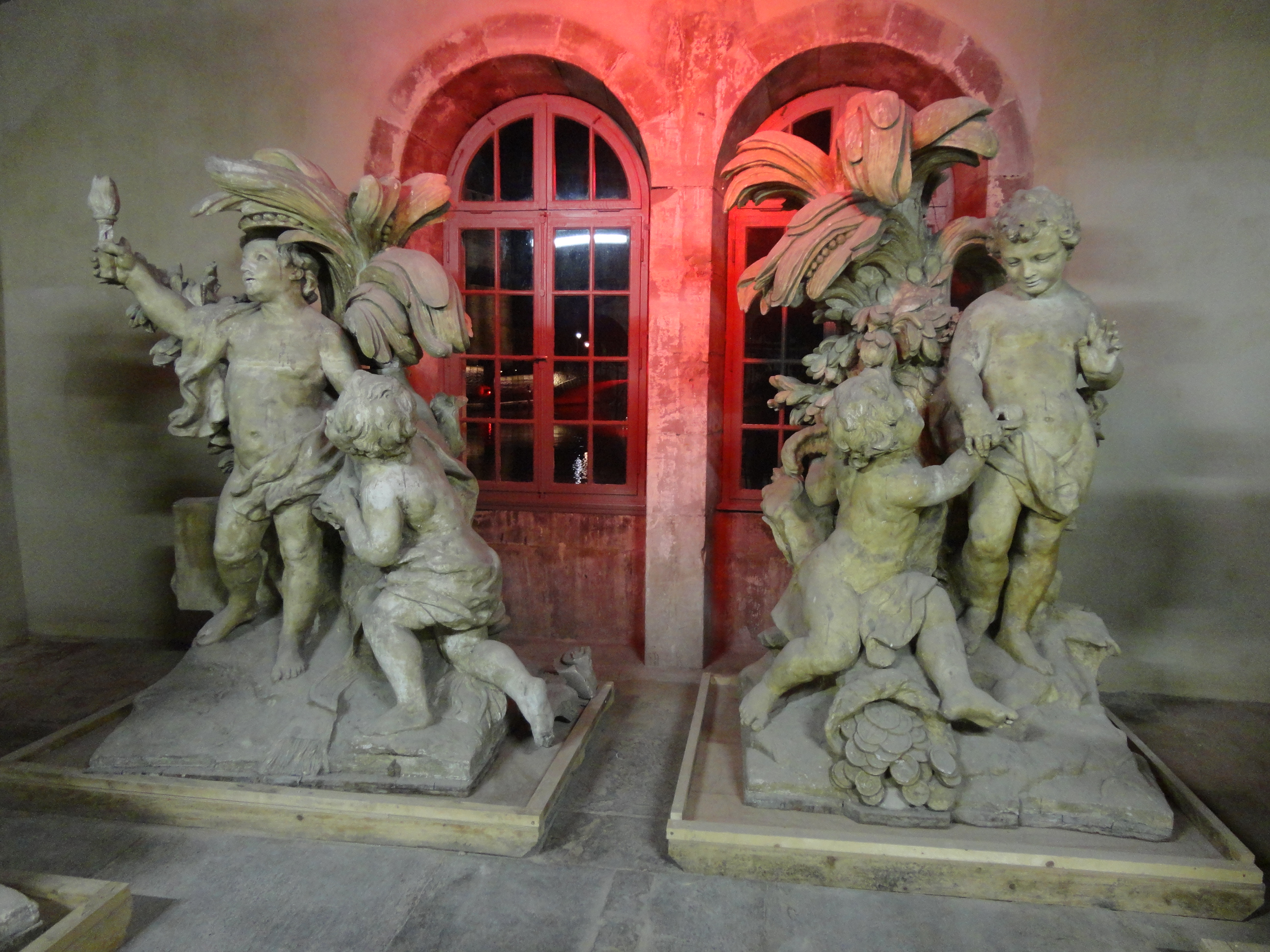
Statue del palazzo dei Rohan nel lapidarium
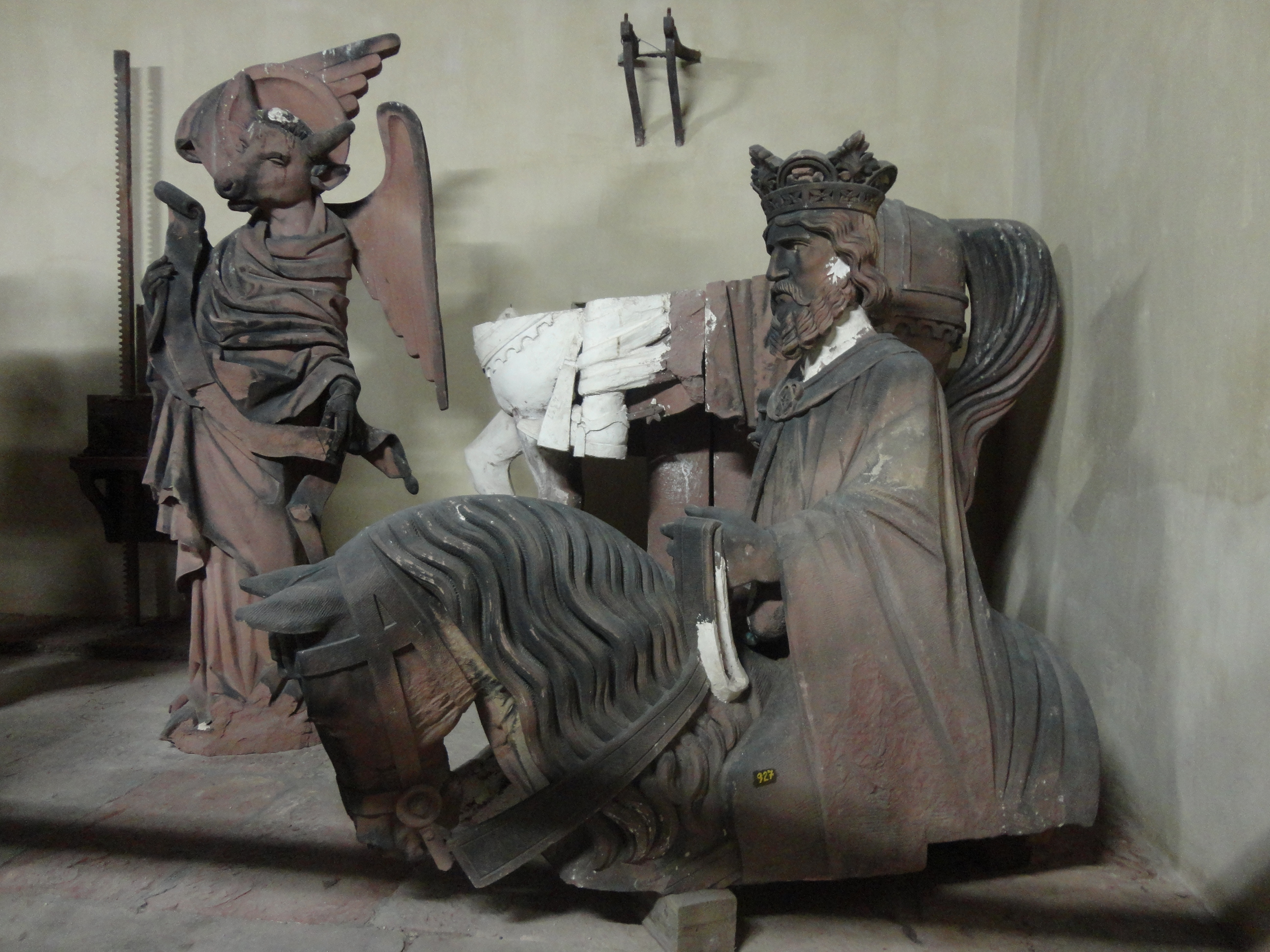
Statue dalla Cattedrale di Strasburgo nel lapidarium
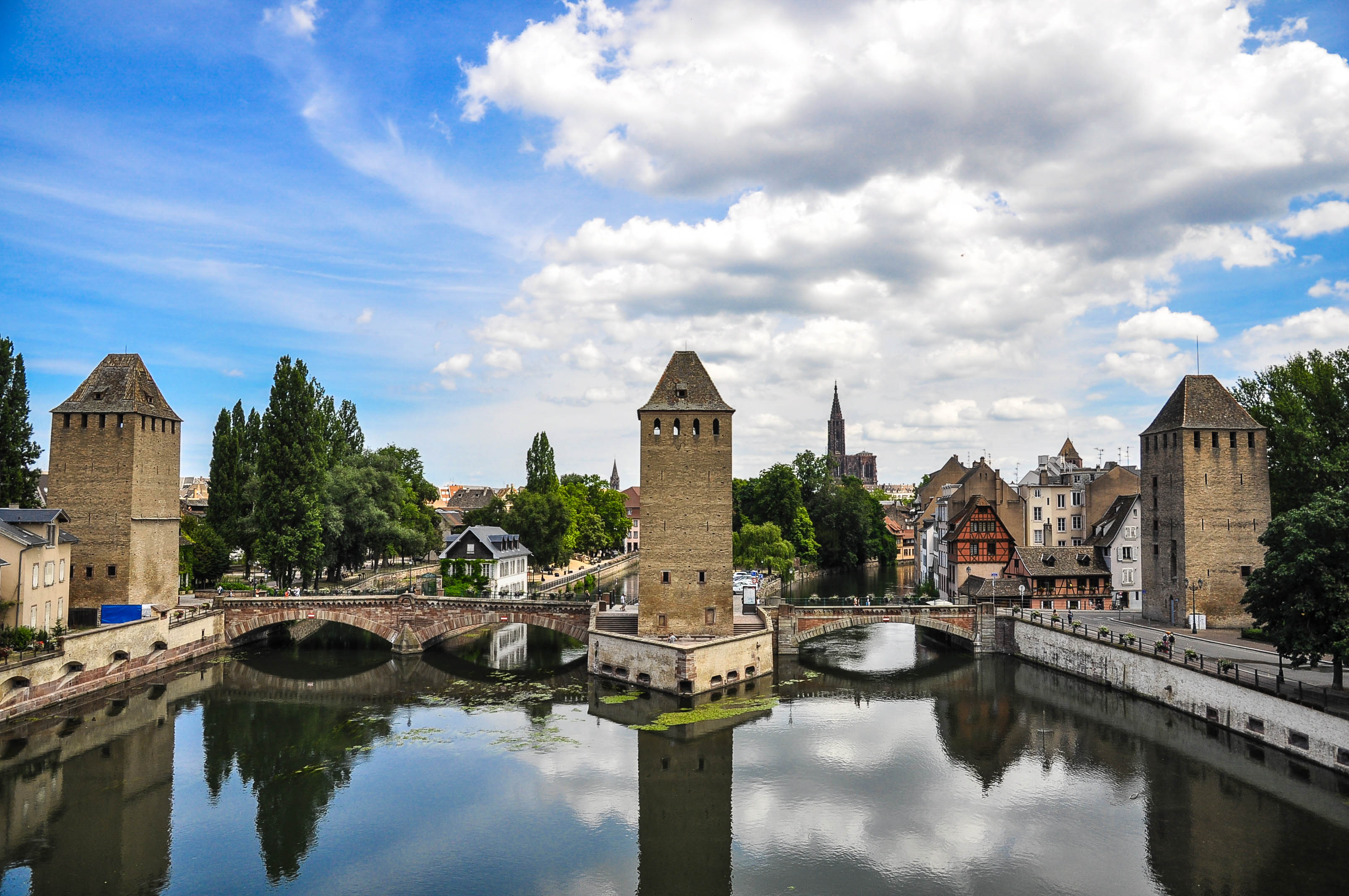
Vista parziale del Ponts Couverts e Petite France dalla terrazza